# 브레이브스 필드
브레이브스 필드(Braves Field)은 미국 매사추세츠주 보스턴에 위치한 야구장이다. 과거 MLB 보스턴 브레이브스와 NFL 보스턴 브레이브스의 홈구장으로 사용했다.
한편, 보스턴 레드삭스가 1915년부터 1916년까지 월드시리즈 홈구장으로 사용하기도 했고  외야까지 거리가 무려 520피트(약 158.4m)에 달했던 데다 맞바람까지 겹쳐  개장 후 7년 동안 단 한 개의 홈런도 나오지 않기도 했다.
| 메이저 리그 베이스볼 올스타전 개최 경기장 |                        |                   |
| 1935년                                    | 1936년 브레이브스 필드 | 1937년            |
| 클리블랜드 스타디움                       | 1936년 브레이브스 필드 | 그리피스 스타디움 |
|                                           |                        |                   |
|                                           |                        |                   |

1. ↑  박상경 (2022년 1월 4일). “'펜스 앞에 비석이?' MLB 수놓은 '기상천외' 야구장들”. 스포츠조선. 2023년 6월 7일에 확인함.